# Æbelø

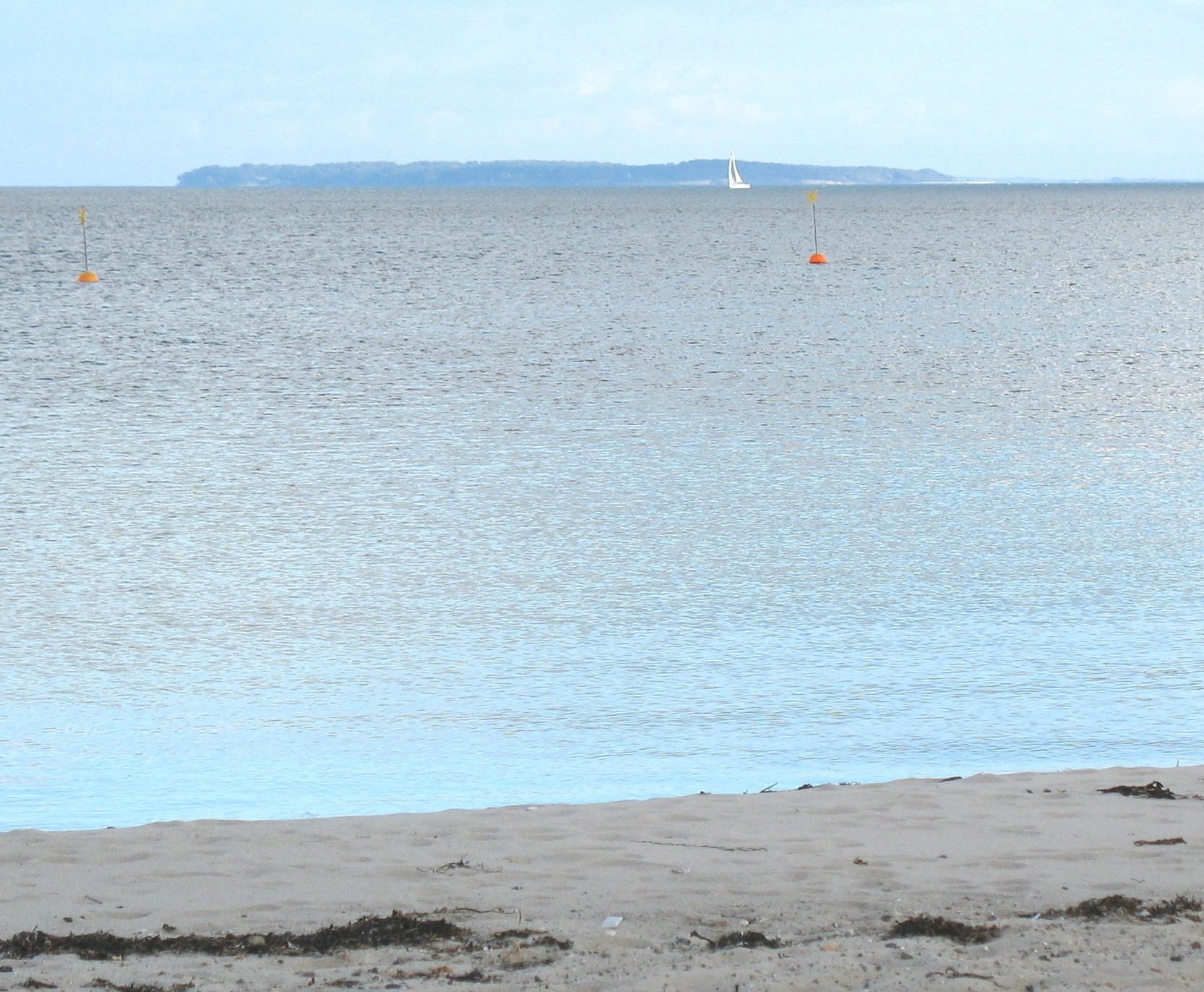
Æbelø

Æbelø är en privatägd dansk ö i Kattegatt norr om ön Fyns nordkust. Ön var bebodd till 2009 men är idag (2020) obebodd och fridlyst. Æbelø kan endast besökas till fots och det tar cirka 90 minuter att gå den 5 kilometer långa sträckan dit från Fyn, delvis genom vatten.
Ön tillhör Nordfyns kommun.

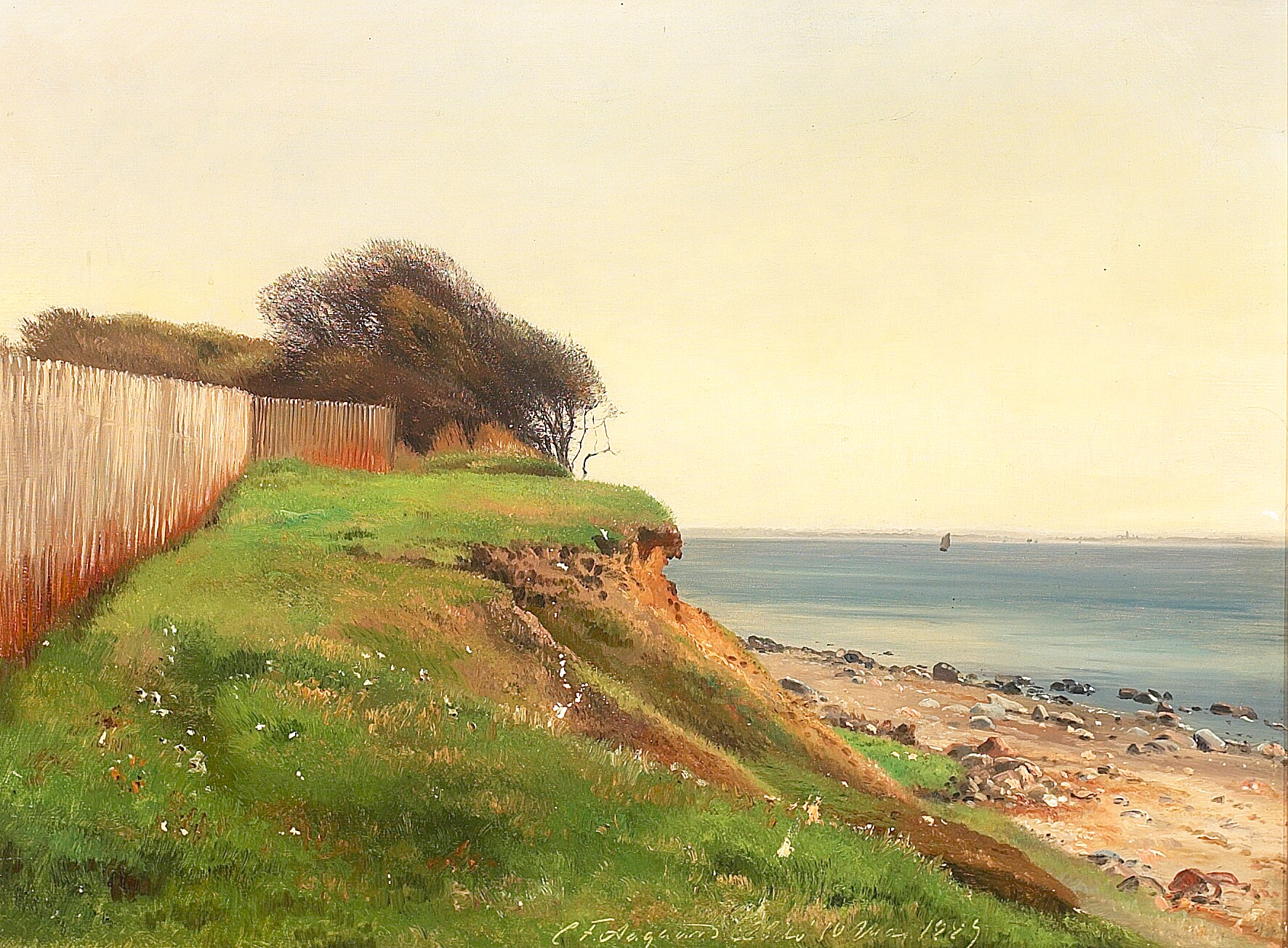
Utsikt från Æbelø, 1899.

Konstnären Carl Frederik Aagaard har målat en tavla från Æbelø.